# Калинин, Арнольд Иванович
Арно́льд Ива́нович Кали́нин (7 сентября 1929 — 15 февраля 2011) — советский, российский дипломат. Чрезвычайный и полномочный посол. Заслуженный работник дипломатической службы Российской Федерации (1999).

## Биография
Окончил Московский государственный институт международных отношений (МГИМО) (1951) и факультет повышения квалификации при Дипломатической академии МИД СССР (1989). Кандидат юридических наук.
- В 1969—1974 годах — советник-посланник посольства СССР на Кубе.
- С 26 июля 1974 по 17 декабря 1982 года — чрезвычайный и полномочный посол СССР в Португалии[1].
- В 1982—1983 годах — на ответственной работе в центральном аппарате МИД СССР.
- С 16 декабря 1983 по 3 сентября 1987 года — чрезвычайный и полномочный посол СССР в Анголе[2].
- В 1987—1991 годах — на ответственной работе в центральном аппарате МИД СССР.
- С 20 сентября 1991 по 6 мая 2000 года — чрезвычайный и полномочный посол СССР/Российской Федерации на Кубе[3][4].
- С 14 апреля 1995 по 6 мая 2000 года — чрезвычайный и полномочный посол Российской Федерации на Барбадосе по совместительству[5][4].

Скончался 15 февраля 2011 года после продолжительной болезни. Похоронен в Москве на Ваганьковском кладбище.

## Память
- 10 февраля 2025 года общеобразовательной школе при Посольстве России в Португалии было присвоено имя Арнольда Ивановича Калинина[6].

## Награды и почётные звания
- Орден Трудового Красного Знамени (дважды).
- Орден «Знак Почёта».
- Медаль «За доблестный труд».
- Медаль «Ветеран труда».
- Орден Дружбы (21 июня 1996) — за заслуги перед государством, большой вклад в проведение внешнеполитического курса и обеспечение национальных интересов России, мужество и самоотверженность, проявленные при исполнении служебного долга[7].
- Заслуженный работник дипломатической службы Российской Федерации (15 июня 1999) — За заслуги в реализации внешнеполитического курса Российской Федерации и многолетнюю плодотворную дипломатическую деятельность[8].